# Estadio George Capwell
Het Estadio George Capwell is een multifunctioneel stadion in Guayaquil, Ecuador. Het stadion wordt vooral gebruikt voor voetbalwedstrijden. De voetbalclub Club Sport Emelec speelt in dit stadion zijn thuiswedstrijden. In het stadion kunnen 45.000 toeschouwers. Het is vernoemd naar George Capwell, de Amerikaanse oprichter van C.S. Emelec. 

## Historie
In juli 1943 werd begonnen aan de bouw van het stadion, dat zou duren tot 1945 toen het stadion kon worden geopend. In oktober van dat jaar werd de eerste honkbalwedstrijd gespeeld in dit stadion gevolgd door de eerste voetbalwedstrijd in december. Toen het stadion in verval kwam, in de jaren 70,  werd geprobeerd om het stadion te verkopen. In 1947 kon het stadion direct worden ingezet op een groot internationaal voetbaltoernooi. De Copa América. Alle wedstrijden op dat toernooi werden in dit stadion gespeeld. Het waren in totaal 28 wedstrijden. Het toernooi bestond uit acht landen die bij elkaar in de groep zitten en allemaal een keer tegen elkaar spelen. Argentinië werd kampioen. In 1993 werd dit stadion wederom gebruikt voor voetbalwedstrijden van de Copa América, dat in dat jaar weer in Uruguay werd gespeeld. In totaal werden er nu 3 groepswedstrijden gespeeld.

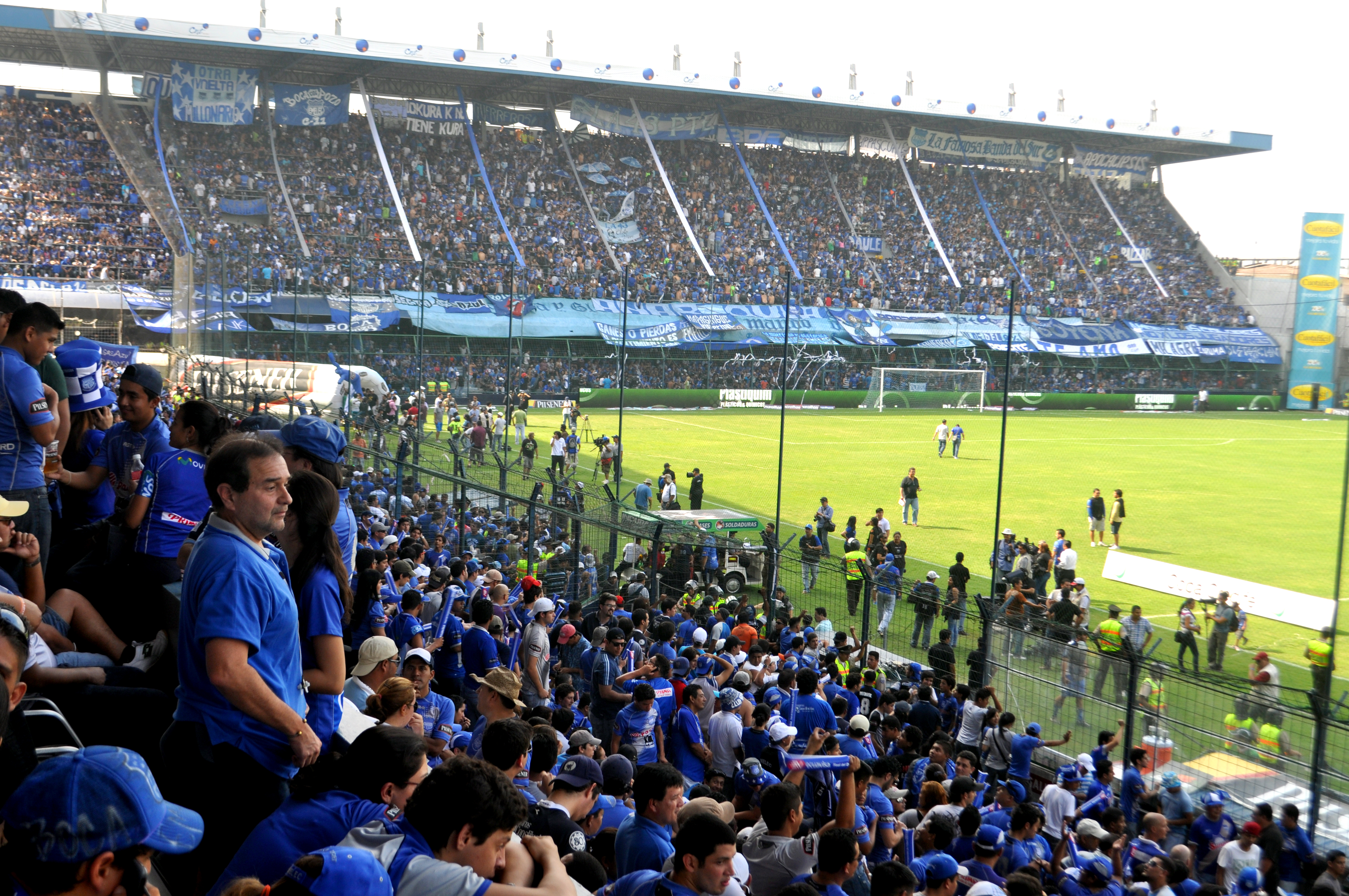
Het stadion tijdens een wedstrijd van voetbalclub C.S. Emelec (2011)